# Mary Lambert (réalisatrice)
Pour les articles homonymes, voir Mary Lambert et Lambert.
Mary Lambert est une réalisatrice américaine, née le 13 octobre 1951 à Helena, Arkansas (États-Unis).

## Biographie
Mary Lambert s'est d'abord fait un nom dans le monde du clip dans les années 1980 en travaillant avec Madonna sur Borderline, Like a Virgin, La Isla Bonita et le sulfureux Like A Prayer.
En 1987, elle se lance dans la réalisation de films avec Siesta, interprété par Gabriel Byrne et Ellen Barkin. Mais c'est avec Simetierre, sorti en 1989, adaptation du roman de 1983 de Stephen King, qu'elle obtient une réelle notoriété.
Sa sœur, Blanche Lincoln (née en 1960) est sénatrice au Congrès des États-Unis.

## Filmographie partielle
- 1977 : Rapid Eye Movements
- 1987 : Siesta
- 1989 : Bobby Brown His Prerogative (vidéo)
- 1989 : Simetierre (Pet Sematary)
- 1991 : Grand Isle
- 1992 : Simetierre 2 (Pet Sematary II)
- 1994 : Dragstrip Girl (TV)
- 1996 : Le Visage du mal (Face of Evil) (TV)
- 1997 : Le Prix du désir (My Stepson, My Lover) (TV)
- 1999 : Clubland (en)
- 2000 : The In Crowd
- 2000 : Sex & manipulations (The In Crowd)
- 2001 : Strange Frequency (TV)
- 2001 : Les Sorcières d'Halloween 2 (Halloweentown II: Kalabar's Revenge) (TV)
- 2005 : Urban Legend 3: Bloody Mary (Urban Legends 3: Bloody Mary) (vidéo)
- 2007 : The Attic
- 2011 : Mega Python vs. Gatoroid
- 2015 : L'Île du mensonge (Presumed Dead in Paradise) (TV)
- 2021 : Un château pour Noël (Netflix)
- 2023 : Bonjour l'esprit de Noël ! (Netflix)